# Szabó Máté (színművész)
Szabó Máté (Kecskemét, 1981. augusztus 12. –) magyar színész.

## Élete
A kecskeméti Kodály Zoltán Ének-Zenei Általános és Szakközépiskola, Zenei Gimnáziumba járt. 1993-tól már a kecskeméti Katona József Színház több produkciójában is játszott. Az érettségi után a Pesti Magyar Színiakadémián folytatta a tanulmányait, ahol 2003-ban végzett Szélyes Imre és Őze Áron tanítványaként. Vendégművészként játszott az Ódry Színpad, a Piccolo Színház és a Tropicarium Színház produkcióiban is. 2003 őszétől 2011-ig a Pesti Magyar Színház társulat tagja. Azóta szabadúszó színész. 2009-től a PANkretárok – stílusgyakorlatok című szórakoztató, improvizációs színházi produkció egyik létrehozója és előadója.
Az akadémiai tanulmányi évei alatt játszott még a Magyar Színház előadásaiban a Szépek szépe, Az ifjúság édes madara, La Mancha lovagja, Téli rege, Carmen, Veszedelmes viszonyok, Régimódi történet, István, a király, Veled, Uram, Attila, Szentivánéji álom című darabjaiban, s 2003-ban a Kávéházi mesék című zenés darab volt a vizsgaelőadása. Szabó Máté már a magyar televíziók nézői is ismerhetik, jelenleg is egy kereskedelmi tévé műsorvezetője.
Az 1970-es évek slágereinek kedvelői a TIME együttes énekeseként találkozhatnak a művésszel. A TIME együttes lezárása után vett egy mély levegőt, és a régóta dédelgetett álma az volt, hogy megalakítsa a Tornádó együttest. Ez egy roma-latin stílust játszó zenekar. További tagjai Janky Balázs (reklám-színész, énekes) és Dajka Krisztián (session-gitár).

## Szerepei

### Magyar Színházban jelenleg játszott szerepei
- Borbély (Mitch Leigh – Joe Darion: La Mancha lovagja)
- Fred (Huszka Jenő – Martos Ferenc: Bob herceg)
- Fiatal Regős (Szörényi Levente – Bródy János: István, a király)
- Cupido (Offenbach: Orfeusz az alvilágban)
- 3. Cowboy (Rejtő Jenő – Schwajda György: A néma revolverek városa)

### Vendégművészként játszott szerepei
- Silvio (Goldoni: Két úr szolgája) – Klebelsberg Kúnó Kultúrkúria
- Dr. David Stajrna (Nagy – Simonkovics – Miklós – Varga: Atlantis) – Tropicarium Színház

## Szerepei

### Fontosabb színpadi szerepei
- Borbély (Mitch Leigh – Joe Darion: La Mancha lovagja),
- Fiatal regős (Szörényi-Bródy: István, a király),
- Gascogne-i legény (Edmond Rostand: Cyrano de Bergerac),
- Első rendőr (Molnár Ferenc: Liliom),
- Liliomfi (Szigligeti Ede: Liliomfi)
- Balga (Vörösmarty Mihály: Csongor és Tünde)
- Böszörményi (Móricz Zsigmond – Kocsák Tibor – Miklós Tibor: Légy jó mindhalálig)
- Johnny (Lionel Bart Oliver)- Musical
- Zöldséges (Lerne – Loewe: My Fair Lady)
- Arzén (Molnár Ferenc: A hattyú)
- Bérenger (Eugène Ionesco: Rinocéroszok)
- Wen-Hay (Heltai Jenő: Egy fillér)
- Angel (Jonathan Larson: Rent)- Musical
- több szerep (Lloyd Weber – Tim Rice: Jézus Krisztus szupersztár)
- Étienne (Pozsgai Zsolt: Artur és Paul)
- Matthew (Simon Gray: A játék vége)
- első szolga (Goldoni: Mirandolina)
- Robin, Falstaff apródja (William Shakespeare: A windsori víg nők)
- Godspell – Musical (Stephen Schwartz – David Greene – John Michael Tebelak)
- Macskafogó – Musical (Szikora Róbert – Valla Attila)
- Gombóc Artúr (Csukás István – Szitha Miklós: Gombóc Artúr, a nagy utazó)

### Tévésorozat
- A mi kis falunk – részeg sofőr (2025)
- Barátok közt – Várhegyi Olivér, a Rózsa új szakácsa (2019-2021)
- Hacktion: Újratöltve – Hudec Valentin (2013)
- Láttad már? - Narrátor (2025)

### Tévéműsorok
- Hal a tortán – Teljes gőzzel – résztvevő
- Nagy vagy! – műsorvezető
- Megszállottak – Kálvin János[1]
- Magyar Golgota

### Szinkronszerepei

#### Anime/Rajzfilm szinkronszerepei
| Anime / Rajzfilm                                   | Szereplő                                   | Szinkronhang / További szinkronhang |
| -------------------------------------------------- | ------------------------------------------ | ----------------------------------- |
| Angry Birds – A film (mozifilm – 2016)             | Edward                                     | Hannibal Buress                     |
| A holnap legendái – II/3. rész: A sógun (2016)     | Barry Allen / Flash                        | Grant Gustin                        |
| A holnap legendái – II/7. rész: Invázió! (2016)    | Barry Allen / Flash                        | Grant Gustin                        |
| A kertvárosi gettó (The Boondocks)                 | Huey Freeman                               | Regina King                         |
| A kis hableány – A kezdet kezdete (2008)           | További dalelőadó                          |                                     |
| A kis kedvencek titkos élete (2016)                | További szinkronhang                       |                                     |
| A mogyoró-meló (2014)                              | Patkány                                    | James Kee                           |
| A trombitás hattyú (2001) (2014-es szinkronnal)    | Apa                                        | Jason Alexandra                     |
| A vadon hercegnője (1997) (2015-ös szinkronnal)    | Vadász / Szamuráj                          |                                     |
| Állati csetepata (2016)                            | Moz                                        | Diomond Vinogradov                  |
| Balto 3. (2004)                                    | További szinkronhang                       |                                     |
| Barbie: Csillagok között (2016)                    | Leo                                        | Énekhang                            |
| Batman: A sötét lovag visszatér 1. rész (2012)     | További szinkronhang                       |                                     |
| Batman: A sötét lovag visszatér 2. rész (2013)     | További szinkronhang                       |                                     |
| Batman: Piros Sisak ellen (2010)                   | Ra's al Ghul asszisztense                  | Brian George                        |
| Batman határtalanul: A szörnyek keringője (2015)   | Kiborg                                     |                                     |
| Batman: A gyilkos tréfa (2016)                     | Paris                                      | Maury Sterling                      |
| Bolondos dallamok                                  | Sylvester                                  |                                     |
| Bleach                                             | Coyote Stark                               | Koyama Rikiya                       |
| Blue Gender                                        | több szinkronszerep                        |                                     |
| Cápa csali (mozifilm – 2006)                       | Dylan                                      | Andy Dick                           |
| Chima legendái                                     | Laval                                      |                                     |
| Cili seriff és a vadnyugat                         | Peck                                       | Lucas Grabeel                       |
| Cowboy Bebop                                       | több szinkronszerep                        |                                     |
| Coco (2017)                                        | Hector                                     | Scott MacArthur                     |
| Csillag kontra Gonosz Erők                         | Tom                                        | Rider Strong                        |
| Curious George 3.: Back to the Jungle (2015)       | Ted                                        | Jeff Bennett                        |
| Death Note – A halállista                          | Mikami Teru                                | Matsukaze Masaya                    |
| Digimonok: Az új kaland (Digimon Frontier)         | több szinkronszerep                        |                                     |
| Di-Gata védelmezők                                 | Seth                                       |                                     |
| Dínó különítmény                                   | Max                                        |                                     |
| Disney-rajzfilmek – újraszinkronizált változata    | A három kismalac egyik hangja              |                                     |
| Dragon Ball GT                                     | C17                                        | Nakahara Sigeru                     |
| Final Fantasy XV.: Ősök gyűrűje (2016)             | Nyx Ulric                                  | Aaron Paul                          |
| Frédi és Béni: Karácsonyi harácsoló (1994)         | További szinkronhang                       |                                     |
| Fullmetal Alchemist – A bölcsek kövének nyomában   | Edward Elric                               | Park Romi                           |
| Fullmetal Alchemist: Milos szent csillaga          | Edward Elric                               | Park Romi                           |
| Fullmetal Alchemist: Shamballa hódítója – (2005)   | Edward Elric                               | Park Romi                           |
| Fullmetal Alcmest: Testvériség                     | Edward Elric                               | Park Romi                           |
| Full Metal Panic!                                  | Shota Sakamoto                             | Fukuyama Jun                        |
| Full Metal Panic!                                  | Shota Sakamoto                             | Ono Daisuke                         |
| Gru (mozifilm – 2010)                              | Vector                                     | Jason Segel                         |
| Gondos Bocsok és az Unokatesók                     | Szörnyike                                  | Doug Erholtz                        |
| Hellsing                                           | Leif (2. epizód)                           | Takagi Wataru                       |
| Hollócska, a kis rosszcsont                        | Hollócska                                  |                                     |
| Így neveld a sárkányodat 2. (2014)                 | További szinkronhang                       |                                     |
| Jégkorszak 3. – A dinók hajnala (2008)             | További szinkronhang                       |                                     |
| Jégkorszak 5. – A nagy bumm (2016)                 | További szinkronhang                       |                                     |
| Kedvenc kommandó (Pet Squad)                       | Dodge (kutya)                              | Ben Small                           |
| Kókuszdió Fred                                     | Kókuszdió Fred                             | Rob Paulsen                         |
| Kókusz Kokó, a kis sárkány (2014)                  | További szinkronhang                       |                                     |
| Kung Fu Panda (mozifilm – 2008)                    | Sáska – mester                             | Seth Rogen                          |
| Kung Fu Panda 2. (mozifilm – 2011)                 | Sáska – mester                             | Seth Rogen                          |
| Kung Fu Panda 3. (mozifilm – 2016)                 | Sáska – mester                             | Seth Rogen                          |
| Lego Nexo Knights                                  | Aaron Fox                                  | Alessandro Juliani                  |
| LEGO: Az Igazság Ligája – Harc a légióval (2015)   | Kiborg                                     | Khary Payton                        |
| LEGO: Az Igazság Ligája – Kozmikus küzdelem (2016) | Feszültség                                 | Andy Miller                         |
| Lego: Hero Factory                                 | Meltdown                                   | Joel Swetow                         |
| Lego: Hero Factory                                 | Rocka                                      | Christopher Smith                   |
| Mixelek                                            | Meltus                                     | Jess Harnell                        |
| LoliRock                                           | Danny                                      | Julian Crampon                      |
| A Madagaszkár pingvinjei (mozifilm – 2014)         | Tücsök                                     |                                     |
| Honey & Clover – Méz és lóhere                     | Nomiya Takumi                              | Hamada Kenji                        |
| Mézengúz (mozifilm – 2007)                         | Hector                                     | David Moses Pimentel                |
| Milo Murphy törvénye                               | Milo Murphy                                | “Weird Al” Yankovic                 |
| Gankutsuou:Monte Cristo grófja                     | Franz D'Epinay                             | Hirakawa Daisuke                    |
| Naruto – (Animax-verzió)                           | Hagane Kotetsu                             | Kouno Tomoyuki                      |
| Naruto – (Jetix-verzió-2. évad)                    | Aburame Sino                               | Kawada Shinji                       |
| Nyakas kakas (2015)                                | Konferáló kacsa                            | Fernando Meza                       |
| Pata tanya: Baromi buli (2006)                     | Pizzafutár                                 |                                     |
| Postás Pat – A mozifilm (2014)                     | Ronan                                      |                                     |
| Rachet és Clank: A galaxis védelmezői (2016)       | Rachet                                     | James Arnold Taylor                 |
| Rio (mozifilm – 2011)                              | Armando                                    | Davi Vieira                         |
| Rontó Ralph (2012)                                 | Sonic                                      | Roger Craig Smith                   |
| Sam – Kismadár nagy kalandjai (2014)               | Sam                                        | Seth Green                          |
| Scooby-Doo és a fantoszaurusz rejtélye (2011)      | Scott Delacorte                            | Maulik Pancoly                      |
| Scooby-Doo! – Vámpírmusical (2011)                 | Bram                                       | Christian Campbell                  |
| A Simpson család – A film (2007)                   | Önmaga                                     | Mike Dirnt                          |
| Sonic Underground                                  | Sonic                                      | Jaleel White                        |
| Sonic Prime                                        | Sonic                                      | Deven Mack                          |
| Star Wars: Lázadók                                 | Valen Rudor Báró (1x02. rész) Erskin Semaj | Greg Ellis Mary McGlynn             |
| Thomas és barátai: A nagy felfedezés (2008)        | További szinkronhang                       |                                     |
| Tini Nindzsa Teknőcök (2012-Nickelodeon)           | Raphael                                    |                                     |
| Thomas, a gőzmozdony                               | Viktor                                     |                                     |
| Star Wars: A klónok háborúja                       | Jessie (2. hang)                           | Dee Bradley Baker                   |
| Star Wars: A klónok háborúja                       | Tech                                       | Dee Bradley Baker                   |
| Star Wars: A klónok háborúja                       | Dengar                                     | Simon Pegg                          |
| Trollok (2016)                                     | Felhő srác                                 | Walt Dohrn                          |
| Umizoomi                                           | Az egyik bajkeverő tag                     |                                     |
| Vaiana (2016)                                      | További szinkronhang                       |                                     |
| Vampire Knight                                     | Kain Akatsuki                              | Suwabe Junichi                      |
| Vampire Knight Guilty                              | Kain Akatsuki                              | Suwabe Junichi                      |
| Verdák 3. (2017)                                   | Jeff Gorvette                              | Jeff Gordon                         |
| Végre otthon! (2015)                               | Kyle                                       | Matt Jones                          |
| Vissza a farmra! (2006)                            | További szinkronhang                       |                                     |
| Yesterday – Vissza a gyerekkorba (1991)            | Toshio                                     | Toshiro Yanagiba                    |
| Yu-Gi-Oh! GX                                       | Kék Obelisk diák                           |                                     |
| Tini titánok                                       | Johnny Rancid (1. hang)                    | Henry Rollins                       |
| Tini titánok                                       | Számtalan Billy                            | Jason Marsden                       |
| Tini titánok                                       | Warp                                       | Xander Berkeley                     |
| Yu Yu Hakusho – A szellemfiú                       | További szinkronhang                       |                                     |
| Wander, a galaktikus vándor                        | Undi Nagy úr katonái                       | Tom Kenny                           |
| Winx Club 3.évad -Nickelodeon                      | Valtor                                     |                                     |
| Encanto                                            | Felix Madrigal                             |                                     |
| Star Wars: A Rossz Osztag                          | Tech                                       | Dee Bradley Baker                   |
| Super Mario Bros.: A film (2023)                   | Toad                                       | Keegan-Michael Key                  |

#### Filmbeli szinkronszerepei
| Film / Év                                                                | Szereplő                                        | Színész / További szinkronhang        |
| ------------------------------------------------------------------------ | ----------------------------------------------- | ------------------------------------- |
| Nyugaton a helyzet változatlan (1930) (2014-es szinkronnal)              | További szinkronhang                            |                                       |
| Blimp ezredes élete és halála (1943) (2005-ös szinkronnal)               | További szinkronhang                            |                                       |
| A repülő szekrény (1948) (2014-es szinkronnal)                           | További szinkronhang                            |                                       |
| A kikötő Máriája (1950)                                                  | További szinkronhang                            |                                       |
| Szegény szerelmesek krónikája (1954)                                     | További szinkronhang                            |                                       |
| Charley nénje (1956)                                                     | Charley Callmann                                | Walter Giller                         |
| A gonosz érintése (1956)                                                 | További szinkronhang                            |                                       |
| Az ördög keze (1958)                                                     | További szinkronhang                            |                                       |
| Dávid és Góliát (1960)                                                   | Dávid                                           | Ivica Pajer                           |
| El Cid (1961)                                                            | Sancho herceg                                   | Gary Raymond (2. hang)                |
| Az utolsó cowboy (1962) (2014-es szinkronnal)                            | További szinkronhang                            |                                       |
| Ezer dollár a feketére (1966)                                            | Williams                                        | Chris Howland                         |
| Az erőszak napjai (1967) (2013-as szinkronnal)                           | Hank Stone                                      | Lucio Rosato                          |
| A neretvai csata (1969)                                                  | Michael Riva kapitány                           | Franco Nero (2. hang)                 |
| Nyolc harang zúg (1971)                                                  | További szinkronhang                            |                                       |
| Sokkos kezelés (1972) (2010-es szinkronnal)                              | Joao                                            | Joao Pareira Lopez                    |
| Fiacskám, én készültem! (1976)                                           | Jiří Kroupa, Jr.                                | Jiří Schmitzer (2. hang)              |
| Ide nekünk az angol csajokat! (1976) (2006-os szinkronnal)               | Jean-Jacques                                    |                                       |
| Retkes verdák rémei (1976)                                               | Justin                                          | Leon Pinkney                          |
| Shaolin bosszúállók (1976)                                               | További szinkronhang                            |                                       |
| Harcosok (1979)                                                          | További szinkronhang                            |                                       |
| Meghökkentő mesék – 1/8. rész: Ugrás a mélybe (1979)                     | Utaskísérő                                      | Michael Troughton                     |
| Meztelenek és bolondok (1979) (2014-es szinkronnal)                      | Vito                                            | Vito Carenzo (2. hang)                |
| Shaolin kolostor (1979)                                                  | Chi San                                         | David Chiang                          |
| Péntek 13. – II. rész (1981)                                             | Jeffrey                                         | Bill Randolph                         |
| Szerelem az éjszakában (1981)                                            | További szinkronhang                            |                                       |
| Malackodók (1982)                                                        | Mickey                                          | Roger Wilson                          |
| Agglegény (1983)                                                         | További szinkronhang                            |                                       |
| Gyöngyöző cián (1983)                                                    | Pincér                                          | Juan Fernández (2. hang)              |
| Malackodók 2. (1983)                                                     | Mickey                                          | Roger Wilson                          |
| Vérszomjas szörnyecskék (1984)                                           | További szinkronhang                            |                                       |
| Bikinivadászok (1985)                                                    | További szinkronhang                            |                                       |
| Az élőhalottak visszatérnek (1985) (2008-as szinkronnal)                 | További szinkronhang                            |                                       |
| Távol Afrikától (1985) (2005-ös szinkronnal)                             | További szinkronhang                            |                                       |
| Rémes egy éjszaka (1986)                                                 | Steve                                           | David Oliver (2. hang)                |
| Az elveszett fiúk (1987)                                                 | Paul                                            | Brooke McCarter (2. hang)             |
| A győztes mindent visz (1987)                                            | Rick Melon                                      | Don Michael Paul                      |
| Mr. Elszánt, a balfék (1987)                                             | További szinkronhang                            |                                       |
| Parkolóház (1987)                                                        | További szinkronhang                            |                                       |
| Robotzsaru (1987)                                                        | Starkweather                                    | Tyrees Allen (3. hang)                |
| Őrült vágta (1988)                                                       | További szinkronhang                            |                                       |
| Erőszakos zsaru (1989)                                                   | További szinkronhang                            |                                       |
| A háború áldozatai (1989)                                                | Rowan őrvezető                                  | Jack Gwaltney (3. hang)               |
| Örökké (1989)                                                            | További szinkronhang                            |                                       |
| A szerelem tengere (1989)                                                | Serafino                                        | Paul Calderon (2. hang)               |
| Vásott szülők (1989) (2010-es szinkronnal)                               | Tod Higgins                                     | Keanu Reeves (2. hang)                |
| Tremors – Ahová lépek, szörny terem (1990)                               | Valentine McKee                                 | Kevin Bacon (2. hang)                 |
| A véreskü (1990)                                                         | Jimmy Fenton közlegény                          | John Polson (2. hang)                 |
| Pajkos szellem kalandjai (1991)                                          | Tony Nelson, Jr.                                | Christopher Bolton                    |
| Folytassa, Kolumbusz! (1992) (2014-es szinkronnal)                       | Don Juan Diego                                  | Julian Clary                          |
| Muppeték karácsonyi éneke (1992) (2016-os szinkronnal)                   | Beab Bunny                                      | Steve Whitmire (2. hang)              |
| Az utolsó mohikán (1992)                                                 | További szinkronhang                            |                                       |
| Élj a pillanatnak! (1993)                                                | Dennis                                          | Kelly Proctor                         |
| Al Capone kincse (1994)                                                  | Lou Cazalle fiatalon                            | Trevor Luce (2. hang)                 |
| Apám, a hős (1994)                                                       | Ben                                             | Dalton James (2. hang)                |
| A csillagos ember (1995) (2007-es szinkronnal)                           | További szinkronhang                            |                                       |
| A háború csapdájában (1995) (2014-es szinkronnal)                        | Hoover Brache közlegény                         | Eddie Griffin (2. hang)               |
| A Hold színei (1995) (2014-es szinkronnal)                               | Festő                                           | Jon Bon Jovi (3. hang)                |
| Árnyékból a fényre (1997)                                                | További szinkronhang                            |                                       |
| Halálos mulatság (1997)                                                  | Dan Kane                                        | Kevin Dillon (2. hang)                |
| Az ötödik hős (1997)                                                     | Guy Gardner/Zöld Lámpás                         | Matthew Settle                        |
| Egy hulla a szobatársam (1998)                                           | Matt                                            | Corey Page (2. hang)                  |
| A kód neve: Merkúr (1998) (2010-es szinkronnal)                          | Dean Crandell                                   | Robert Stanton (2. hang)              |
| Követés (1998) (2010-es szinkronnal)                                     | Cobb                                            | Alex Haw (2. hang)                    |
| A terror háza (1998)                                                     | Ray                                             | Brennan Elliott (2. hang)             |
| 200 szál cigi (1999) (2011-es szinkronnal)                               | Kevin                                           | Paul Rudd                             |
| Afro-tv (2000) (2014-es szinkronnal)                                     | Manray/Mantan                                   | Savion Glover                         |
| Az aranygyapjú legendája (2000)                                          | Jason                                           | Jason London (2. hang)                |
| Battle Royale (2000) (2006-os szinkronnal)                               | Mimura Shinji – fiúk, 19                        | Tsukamoto Takashi                     |
| Billy Elliott (2000) (2005-ös szinkronnal)                               | További szinkronhang                            |                                       |
| Események sodrásában (2000)                                              | Schnetz                                         | Adam LaVorgna                         |
| A Millió Dolláros Hotel (2000) (2012-es szinkronnal)                     | Tom Tom                                         | Jeremy Davies (2. hang)               |
| Anne Frank igaz története (2001)                                         | Peter van Pels                                  | Nicholas Audsley                      |
| Belphégor – A Louvre fantomja (2001) (2011-es szinkronnal)               | Martin                                          | Frédéric Diefenthal (2. hang)         |
| Embertelen pók (2001)                                                    | Han                                             | John Cho (2. hang)                    |
| A három királyok (2001)                                                  | Jo                                              | Walid Afkir                           |
| A ház szelleme (2001)                                                    | Cole                                            | Austin O'Brien                        |
| Kaméleon – A renegát (2001)                                              | Ethan                                           | Tyler Christopher                     |
| A kocka fordul egyet (2001)                                              | További szinkronhang                            |                                       |
| Lázasás (2001)                                                           | Julian Wald                                     | Ben Crystal                           |
| Randivonat (2001) (2013-as szinkronnal)                                  | Eric                                            | GQ (2. hang)                          |
| Atyai pofonosztó (2002) (2013-as szinkronnal)                            | Vincenzo                                        | Alex Sandro (2. hang)                 |
| Csendes éj (2002)                                                        | További szinkronhang                            |                                       |
| Firefly – A szentjánosbogár 1/4. rész (2002)                             | Atherton Wing                                   | Edward Atterton                       |
| A guru (2002) (2015-ös szinkronnal)                                      | Ramu Gupta                                      | Jimi Mictry (2. hang)                 |
| A gyilkosok is a mennyországba mennek (2002                              | Filippo                                         | Giovanni Ribisi                       |
| A holtsáv – 1/1. rész: A szerencsekerék (2002)                           | További szinkronhang                            |                                       |
| Lija 4-ever (2002) (2007-es szinkronnal)                                 | Natasha barátja                                 | Nikolai Bentsler                      |
| Oké! (2002) (2004-es szinkronnal)                                        | További szinkronhang                            |                                       |
| Aznap (2003)                                                             | Luc                                             | Jean-Baptiste Puech                   |
| Csak az a szex (2003) (2004-es szinkronnal)                              | További szinkronhang                            |                                       |
| Dávid vagyok (2003) (2006-os szinkronnal)                                | További szinkronhang                            |                                       |
| Hideghegy (2003)                                                         | Bardolph                                        | Cilian Murphy                         |
| Horrorra akadva 3. (2003)                                                | Önmaga                                          | RZA                                   |
| Leány gyöngy fülbevalóval (2003)                                         | További szinkronhang                            |                                       |
| Mambo Italiano                                                           | További szinkronhang                            |                                       |
| Médium – Veszedelmes erők (2003)                                         | Frears ügynök                                   | Daniel Dae Kim                        |
| Monsieur Ibrahim és a Korán virágai (2003)                               | A rendező / Vezetésoktató                       | Guillaume Rannou / Maunel Le Lievre   |
| A nagy alakítás (2003)                                                   | További szinkronhang                            |                                       |
| Zsernyákok (2003)                                                        | További szinkronhang                            |                                       |
| 80 nap alatt a Föld körül (2004)                                         | További szinkronhang                            |                                       |
| Csoda a jégen (2004)                                                     | Dave Silk                                       | Bobby Hanson                          |
| Dirty Dancing 2. (2004)                                                  | Javier Suarez                                   | Diego Luna (2. hang)                  |
| Félig üres – IV/1. rész: Mel ajánlata (2004)                             | Férfi a kerekesszékben                          | Michael D'Amore                       |
| Gézhelyzet, avagy a kórház a káosz szélén (2004)                         | Dale Dodd                                       | Pat Kelly                             |
| A halál művészete (2004)                                                 | Danai                                           | Somchai Satuthum                      |
| Haláli hullák hajnala (2004)                                             | További szinkronhang                            |                                       |
| Halott madarak (2004)                                                    | Sam                                             | Patrick Fugit                         |
| Harcosok szövetsége (2004)                                               | További szinkronhang                            |                                       |
| Holtak hajnala (2004)                                                    | További szinkronhang                            |                                       |
| Idegen közöttünk (2004)                                                  | Jamie Fisher                                    | Andrew Kraulis                        |
| Jó társaság (2004)                                                       | Carter                                          | Topher Grace                          |
| Menedék (2004)                                                           | További szinkronhang                            |                                       |
| Mr. 3000 (2004)                                                          | Skillet                                         | Dondre Whitfield                      |
| Nőies játékok (2004)                                                     | További szinkronhang                            |                                       |
| Nyerj egy randit Tad Hamiltonnal! (2004)                                 | További szinkronhang                            |                                       |
| Öten a Mennyországból (2004)                                             | Eddie fiatalon                                  | Steven Grayhm                         |
| Péntek esti fények (2004)                                                | További szinkronhang                            |                                       |
| Spartacus (2004)                                                         | További szinkronhang                            |                                       |
| Svédország szépe (2004)                                                  | André                                           | Sebastian Ylvenius                    |
| Szakítani tudni kell (2004)                                              | Sintér                                          | Tate Taylor                           |
| A szerelem következményei (2004)                                         | További szinkronhang                            |                                       |
| Torta (2004)                                                             | Narkós                                          | Darren Healy                          |
| Trauma (2004)                                                            | Tommy                                           | Tommy Flanagan                        |
| Üzenet a túlvilágról (2004)                                              | Stuart Dempsey                                  | Stan Kirsch                           |
| Vad vágyak 2. (2004)                                                     | További szinkronhang                            |                                       |
| Azt beszélik... (2005)                                                   | Blake Burroughs                                 | Mike Vogel                            |
| Boksz a sötétben (2005)                                                  | További szinkronhang                            |                                       |
| Büszkeség és balítélet (2005)                                            | További szinkronhang                            |                                       |
| Csalóból csali (2005)                                                    | Timmy                                           | Nicolas Wright                        |
| Dee Dee Rutherford (2005)                                                | Christopher Rutherford                          | Mason Gamble                          |
| Dick és Jane trükkjei (2005)                                             | További szinkronhang                            |                                       |
| DJ testőrbőrben (2005)                                                   | További szinkronhang                            |                                       |
| Durr, durr és csók (2005)                                                | Aurelio                                         | Vincent Laresca                       |
| Edmond (2005)                                                            | Sharper                                         | Dulé Hill                             |
| Az eltakarítónő (2005)                                                   | Grant                                           | Nazim Kourgli                         |
| Az emlékek útján (2005)                                                  | Ryan                                            | Toby Schmitz                          |
| Ezt jól kifőztük! (2005)                                                 | Monty                                           | Ryan Reynolds                         |
| Góóól! (2005)                                                            | Riporter                                        | Christopher Connel                    |
| A gyilkos nem felejt (2005)                                              | További szinkronhang                            |                                       |
| Hármas (2005)                                                            | További szinkronhang                            |                                       |
| Hepiendek (2005)                                                         | További szinkronhang                            |                                       |
| Hervadó virágok (2005)                                                   | További szinkronhang                            |                                       |
| A hét kard legendája (2005)                                              | Xin Long Zi                                     | Liwu Dai                              |
| Hóbortos szerelem (2005)                                                 | Donald Morton                                   | Josh Hartnett                         |
| Az ítélet: család – II/15. rész (2005)                                   | Tony Wonder                                     | Ben Stiller                           |
| Jéghercegnő (2005)                                                       | További szinkronhang                            |                                       |
| Ki vagy, doki? – Karácsonyi támadás (2005)                               | Alex                                            | Adam Garcia                           |
| Magánügyek – 1/1. rész (2005)                                            | Jack Chase                                      | Christian Kane                        |
| Magánügyek – 1/2. rész (2005)                                            | Jack Chase                                      | Christian Kane                        |
| Manderlay (2005)                                                         | További szinkronhang                            |                                       |
| Maszk 2. – A Maszk fia (2005)                                            | Chad                                            | Ryan Johnson                          |
| Motel (2005)                                                             | Miike Takashi                                   | Takashi Miike                         |
| Mr. és Mrs. Smith (2005)                                                 | Mázli                                           | Sean Mahon                            |
| A nagy kaszalás (2005)                                                   | További szinkronhang                            |                                       |
| A nagy mentőakció (2005)                                                 | További szinkronhang                            |                                       |
| Nanny McPhee – A varázsdada (2005)                                       | További szinkronhang                            |                                       |
| Öregdiák nem véndiák (2005)                                              | Megawatti                                       | Carlo Alban                           |
| Az orosz kapcsolat (2005)                                                | További szinkronhang                            |                                       |
| Piszkos szerelem (2005)                                                  | John                                            | Eddie Kaye Thomas                     |
| Poirot 54.: A titokzatos kék vonat (2005)                                | Corky                                           | Tom Harper                            |
| A rejtelmes sziget (2005)                                                | Blake                                           | Tom Mison (2. hang)                   |
| Sárkány osztag (2005)                                                    | Wang Sun-Ho rendőrtiszt                         | Vaness Wu                             |
| Szahara (2005)                                                           | További szinkronhang                            |                                       |
| Sziriana (2005)                                                          | További szinkronhang                            |                                       |
| A sztárkivetett (2005)                                                   | Milo Dinsdale                                   | Joey Kern                             |
| Takeshis' (2005)                                                         | További szinkronhang                            |                                       |
| Téli varázslat (2005)                                                    | További szinkronhang                            |                                       |
| A tolmács (2005)                                                         | További szinkronhang                            |                                       |
| Tucatjával olcsóbb 2. (2005)                                             | Calvin Murtaugh / Biztonsági őr / Kórházi orvos | Shawn Roberts/ Tre Smith / Shawn Levy |
| Tükörálarc (2005)                                                        | Pingo                                           | Nik Robson                            |
| A 7 törpe visszatér, avagy az erdő nem elég (2006)                       | Jancsi                                          | Tobias Unkauf                         |
| Adunk a kultúrának (2006)                                                | Jimmy McDeavitt                                 | Eddie Griffin                         |
| Amerikai pite 5. – Pucér maraton (2006)                                  | Ryan                                            | Ross Thomas                           |
| A bátrak hazája (2006)                                                   | További szinkronhang                            |                                       |
| Bobby Kennedy – A végzetes nap (2006)                                    | Dwayne                                          | Nick Cannon                           |
| Borat – Kazah nép nagy fehér gyermeke menni művelődni Amerika (2006)     | Fekete srác                                     |                                       |
| A család kicsi kincse (2006)                                             | További szinkronhang                            |                                       |
| Csapatleépítés (2006)                                                    | Steve                                           | Danny Dyer                            |
| A da Vinci-kód (2006)                                                    | Fiatal srác a buszon / Narkós                   | Shane Zaza / Xavier De Guillebon      |
| Drakula (2006)                                                           | Drakula gróf                                    | Marc Warren                           |
| Egy baleset anatómiája (2006)                                            | További szinkronhang                            |                                       |
| Az Északi-tenger kalózai (2006)                                          | Erik                                            | Antonio Wannek                        |
| Eureka – 1/1. rész: Bevezető rész, 1. rész (2006)                        | Spencer Martin                                  | Shayn Solberg                         |
| Eureka – 1/2. rész: Bevezető rész, 2. rész (2006)                        | Spencer Martin                                  | Shayn Solberg                         |
| Ezt kapd ki! (2006)                                                      | Derek                                           | Simon Rex                             |
| A fáraó bosszúja (2006)                                                  | Yunan Heikal                                    | Parvin Dabas                          |
| Fay Grim (2006)                                                          | Andre                                           | Harald Schrott                        |
| Felkavar a szél (2006)                                                   | Kevin                                           | Shane Casey                           |
| Gagyi mami 2. (2006)                                                     | Bishop                                          | Christopher Jones                     |
| Gengszterklip (2006)                                                     | További szinkronhang                            |                                       |
| Halálos hajsza (2006)                                                    | Joey Gazelle                                    | Paul Walker                           |
| A halott lány (2006)                                                     | Rudy                                            | Giovanni Risibi                       |
| Horrorra akadva 4. (2006)                                                | Pisztolyos fickó                                | Fabolous                              |
| A jóslat (2006)                                                          | Andy Lopez                                      | Rick Gonzalez                         |
| Ki voltál, lányom? (2006)                                                | Shawn                                           | Chris Pine                            |
| Kigyók a fedélzeten (2006)                                               | Three G's                                       | Flex Alexander                        |
| A lánc (2006)                                                            | További szinkronhang                            |                                       |
| Lelkes testcsere (2006)                                                  | További szinkronhang                            |                                       |
| Mell-bedobás (2006)                                                      | Jackson Fargo                                   | Paul Wesley                           |
| Miss Marple 07.: Balhüvelykem bizsereg... (2006)                         | Chris Murphy                                    | O. T. Fagbenle                        |
| Mission Impossible III (2006)                                            | További szinkronhang                            |                                       |
| Odaát I/1. rész: Nyomtalanul (2006)                                      | Dean Winchester                                 | Jensen Ackles                         |
| Odaát I/2. rész: Nyomtalanul (2006)                                      | Dean Winchester                                 | Jensen Ackles                         |
| Odaát I/3. rész: Fulladás (2006)                                         | Dean Winchester                                 | Jensen Ackles                         |
| Odaát I/4. rész: Zuhanás (2006)                                          | Dean Winchester                                 | Jensen Ackles                         |
| Örökké tudom, mit tettél tavaly nyáron (2006)                            | P. J.                                           | Clayton Taylor                        |
| Pörgess fel, Baby! (2006)                                                | További szinkronhang                            |                                       |
| Randi az oltárnál (2006)                                                 | Ted                                             | Micheal Weston                        |
| Rejtélyek szigete (2006)                                                 | Férfi a bárban                                  | Jason Ritter                          |
| Rocky Balboa (2006)                                                      | Robert Jr.                                      | Milo Ventimiglia                      |
| Seraphim Falls – A múlt szökevénye (2006)                                | Evan                                            | James Jordan                          |
| Simon mondja (2006)                                                      | Riff                                            | Artie Baxter                          |
| Sötét óra (2006)                                                         | Pedro                                           | Jorge Casalduero                      |
| Stay Alive – Ezt éld túl! (2006)                                         | Loomis Crowley                                  | Milo Ventimiglia (2. hang)            |
| A szerencse foglyai (2006)                                               | További szinkronhang                            |                                       |
| Szerepszemle (2006)                                                      | Recepciós                                       | Jim Parsons                           |
| Színes fátyol (2006)                                                     | További szinkronhang                            |                                       |
| Támadóerő (2006)                                                         | További szinkronhang                            |                                       |
| Távkapcs (2006)                                                          | Fickó az áruházban                              | Nick Swardson                         |
| A testvériség (2006)                                                     | Caleb Danvers                                   | Steven Strait                         |
| Topmodell a barátnőm (2006)                                              | Pascal Bouliveau                                | Patrick Mille                         |
| Trisztán és Izolda (2006)                                                | Trisztán                                        | James Franco                          |
| Tűzfal (2006)                                                            | Pim                                             | Vince Vieluf                          |
| Ultraviola (2006)                                                        | További szinkronhang                            |                                       |
| Vegas Baby (2006)                                                        | Nathan                                          | Jonathan Bennett                      |
| Agymenők – I/1. rész (2006)                                              | Sheldon Cooper                                  | Jim Parsons                           |
| Amit csak Lola akar (2007)                                               | Yussef                                          | Achmed Akkabi                         |
| Az ártatlanság ára (2007)                                                | További szinkronhang                            |                                       |
| Ártatlanul vádolva (2007)                                                | Reggie                                          | James Gilbert                         |
| Árvíz (2007)                                                             | Zack                                            | Tom Hardy                             |
| Bűbáj (2007)                                                             | További szinkronhang                            |                                       |
| Büszkeség (2007)                                                         | Puddin Head                                     | Brandon Fobbs                         |
| Control (2007)                                                           | Bernard Sumner                                  | James Anthony Pearson                 |
| Egy szőkénél jobb a kettő (2007)                                         | Ken                                             | Woody Jeffreys                        |
| Férj és férj (2007)                                                      | További szinkronhang                            |                                       |
| Gyerekjáték (2007)                                                       | Jamal Webber                                    | Brian J. White                        |
| Halálos kitérő 2. (2007)                                                 | Michael/M.                                      | Matthew Currie Holmes                 |
| Hideg nyomon (2007)                                                      | Steven Penteroudakis                            | Jay Giannone                          |
| A Hold és a csillagok (2007)                                             | Marchesini                                      | Ignazio Oliva                         |
| Húsevő (2007)                                                            | Jojo                                            | Gabriel Malema                        |
| Az ionvihar torkában (2007)                                              | Aaron Scates                                    | Cory Monteith                         |
| Az iPad forradalom (2007)                                                | Narrátor (cím, stáblista felolvasása)           | Dylan Brown                           |
| Jó tanácsok bankrablóknak (2007)                                         | Jinx                                            | Nick Stahl                            |
| Kegyetlen báj (2007)                                                     | További szinkronhang                            |                                       |
| Klára és Ferenc – A szeretet köteléke (2007)                             | További szinkronhang                            |                                       |
| Leszámolás az 51-es körzetben (2007)                                     | További szinkronhang                            |                                       |
| Mad Men – Reklámőrültek – I/1. rész: Akinek csípi a szemét a füst (2007) | Ken Cosgrove                                    | Aaron Staton                          |
| Mansfield Park (2007)                                                    | Henry Crawford                                  | Joseph Beattle                        |
| A másik én (2007)                                                        | Fickó a metróban                                | Jermel Howard                         |
| Mélytengeri kalandok (2007)                                              | További szinkronhang                            |                                       |
| Miss Marple 10.: Nemezis (2007)                                          | Colin Hards felügyelő                           | Lee Ingleby                           |
| New York-i szerenád (2007)                                               | Bertrand                                        | Marty Weisse                          |
| Norbit (2007)                                                            | Uram Irgalmazz                                  | Katt Williams                         |
| Ördögi meló (2007)                                                       | További szinkronhang                            |                                       |
| Az örök kaszkadőr (2007)                                                 | Dave                                            | Bill Hader                            |
| Őrült vadászat (2007)                                                    | Srác a furgonban                                | Kevin R. Elder                        |
| Orvlövész (2007)                                                         | Philadelphia polgármestere                      | Chic Gibson                           |
| A Robinson család titka (2007)                                           | További szinkronhang                            |                                       |
| Saját szavak (2007)                                                      | Ben                                             | Hunter Parrish                        |
| Segédszerkesztőnő megosztaná... (2007)                                   | Ethan Eisenberg                                 | Ebon Moss-Bachrach                    |
| A szellemlovas (2007)                                                    | Posvány                                         | Daniel Frederiksen                    |
| Transformers (2007)                                                      | Trent                                           | Travis Van Winkle                     |
| Variációk szexre (2007)                                                  | Matt                                            | Aaron Abrams                          |
| 100 millió évvel i.e. (2008)                                             | További szinkronhang                            |                                       |
| 80 perc (2008)                                                           | Lloyd                                           | Oliver Kieran-Jones                   |
| Aki csak arra gondol (2008)                                              | További szinkronhang                            |                                       |
| Alkonyat (2008)                                                          | Tyler Crowley                                   | Gregory Tyree Boyce                   |
| A sötét lovag (2008)                                                     | Happy                                           | William Smillie                       |
| Balhés tesók (2008)                                                      | Jay                                             | Ben Foster                            |
| A békakirályfi (2008)                                                    | További szinkronhang                            |                                       |
| Burrowers – A felszín alatt (2008)                                       | További szinkronhang                            |                                       |
| Cloverfield (2008)                                                       | Rob Hawkins                                     | Michael Stahl-David                   |
| College – Tábor a köbön (2008)                                           | Cooper                                          | Zach Cregger                          |
| Csapatszellem (2008)                                                     | További szinkronhang                            |                                       |
| Az elsüllyedt város kincse (2008)                                        | Thomas Kubiak                                   | James Thomas King                     |
| Ember a magasban (2008)                                                  | További szinkronhang                            |                                       |
| Gázt bele, kislány! (2008)                                               | Darryl K. Sands                                 | Justin Guarini                        |
| Gondolathívás (2008)                                                     | Jason                                           | Steve Bayres                          |
| Hantahíradó (2008)                                                       | Producer                                        | Orlando Seale                         |
| Harapás (2008)                                                           | Jack                                            | Jason Mewes                           |
| John Rambo (2008)                                                        | További szinkronhang                            |                                       |
| Karácsonyi rémálom (2008)                                                | További szinkronhang                            |                                       |
| Kéjutazás 2. – Holtsáv (2008)                                            | Nik                                             | Kyle Schmid                           |
| Két szerető (2008)                                                       | További szinkronhang                            |                                       |
| Kit Kittredge (2008)                                                     | William 'Billy' Peabody                         | Douglas Nyback                        |
| Manolete (2008)                                                          | Luis Miguel Dominguin                           | Nacho Aldeguer                        |
| A megállíthatatlan (2008)                                                | További szinkronhang                            |                                       |
| A méhek titkos élete (2008)                                              | Neil                                            | Nate Parker                           |
| Merénylet a suligóré ellen (2008)                                        | Freddy Bismark                                  | Adam Pally                            |
| Mezsgye 2. – Túlvilág (2008)                                             | Piros ruhás férfi                               | Todd Giebenhain                       |
| Mezsgye 3. – Invázió (2008)                                              | Piros ruhás férfi                               | Todd Giebenhain                       |
| Niko – Repülj csillagokig (2008)                                         | További szinkronhang                            |                                       |
| A romok (2008)                                                           | Eric                                            | Shawn Ashmore                         |
| Speed Racer – Totál turbó (2008)                                         | További szinkronhang                            |                                       |
| Szalagavató (2008)                                                       | Bobby                                           | Scott Porter                          |
| Szeszélyes szerelmem (2008)                                              | Charlie Bellow                                  |                                       |
| Téli háború (2008)                                                       | Jack                                            | Jamie Campbell Bower                  |
| A tiltott királyság (2008)                                               | Jason Tripitikas                                | Michael Angarano                      |
| Tornádó New Yorkban (2008)                                               | További szinkronhang                            |                                       |
| Trópusi vihar (2008)                                                     | Alpha Chino                                     | Brandon T. Jackson                    |
| True Blood – Inni és élni hagyni I/1. rész (2008)                        | Jason Stackhouse                                | Ryan Kwanten                          |
| Újraszámlálás (2008)                                                     | További szinkronhang                            |                                       |
| Út a földi pokolba (2008)                                                | Sanchez altiszt                                 | Neto DePaula Pimenta                  |
| Utolsó látogatás (2008)                                                  | További szinkronhang                            |                                       |
| Vakság (2008)                                                            | További szinkronhang                            |                                       |
| Vén tengeri medvék (2008)                                                | További szinkronhang                            |                                       |
| A vörös báró (2008)                                                      | Kurt Wolff                                      | Tino Mewes                            |
| Vörös szikla (2008)                                                      | Szun Csüan                                      | Chen Chang                            |
| Zseni az apám (2008)                                                     | William                                         | David Denman                          |
| Alkonyat – Újhold 2. (2009)                                              | Quil Ateara                                     | Tyson Houseman                        |
| Anya a pácban (2009)                                                     | További szinkronhang                            |                                       |
| Archer – I/1. rész: Mézesmadzag (2009)                                   | Rudi                                            |                                       |
| Balibo (2009)                                                            | További szinkronhang                            |                                       |
| Barátnő rendelésre (2009)                                                | További szinkronhang                            |                                       |
| Becstelen brigantyk (2009)                                               | Smithson Utivich őrvezető                       | B. J. Novak                           |
| Brooklyn mélyén (2009)                                                   | Befont hajú srác                                | Alain Lauture                         |
| Búvárkaland (2009)                                                       | Josh Anders                                     | Michael Lombardi                      |
| Crank 2. – Magasfeszültség (2009)                                        | Venus                                           | Efren Ramirez                         |
| Csodára várva (2009)                                                     | Juan Salazar                                    | Shalim Ortiz                          |
| Dr. Dolittle: Millió dolláros szőrmókok (2009)                           | Brandon Turner                                  | Brandon Jay McLaren                   |
| Dragonball: Evolúció (2009)                                              | Yamcha                                          | Joon Park                             |
| Egy egyedülálló férfi (2009)                                             | További szinkronhang                            |                                       |
| Eladó a családom (2009)                                                  | Alex Bayner                                     | Robert Pralgo                         |
| Ezüst birodalom (2009)                                                   | Harmadik                                        | Aaron Kwok                            |
| Fame – Hírnév (2009)                                                     | További szinkronhang                            |                                       |
| Fatima – A 13. napon (2009)                                              | További szinkronhang                            |                                       |
| Fűrész 6. (2009)                                                         | Aaron                                           | James Gilbert                         |
| Gamer – Játék a végsőkig (20099                                          | Rick Rape                                       | Milo Ventimiglia                      |
| Halál a mélyből (2009)                                                   | Peter Kranz                                     | Hubertus Grimm                        |
| Halálos iram (2009)                                                      | Fenix Rise                                      | Laz Alonso                            |
| Harry Brown (2009)                                                       | Stretch                                         | Sean Harris                           |
| High School Rock (2009)                                                  | Ben Wheatly                                     | Scott Porter                          |
| Hívatlan vendég (2009)                                                   | Matt                                            | Jesse Moss                            |
| Hydra – A bosszúállás szigete (2009)                                     | Tim Nolan                                       | George Stults                         |
| Jamie (2009)                                                             | További szinkronhang                            |                                       |
| A jó pasi (2009)                                                         | Tommy Fielding                                  | Scott Porter                          |
| Kabinláz 2. (2009)                                                       | John                                            | Noah Segan                            |
| Kegyetlen titok (2009)                                                   | Andy                                            | Julian Morris                         |
| Két nő (2009)                                                            | További szinkronhang                            |                                       |
| Ki vagy, doki? – Az idő végzete 2. (2009)                                | A Doktor                                        | Matt Smith                            |
| Kilenc (2009)                                                            | Don Mario                                       | Michele Alhaique                      |
| Lepattant a fater, zúzzuk le a kecót! (2009)                             | Quinn                                           | Skyler Stone                          |
| Lehetek az eseted? (2009)                                                | Rich Munsch                                     | Jack Carpenter                        |
| Megtört ölelések (2009)                                                  | További szinkronhang                            |                                       |
| Mészárlás szabály szerint (2009)                                         | Carlos                                          | Theo Rossi                            |
| Miss Marple 15.: Miért nem szóltak Evansnek? (2009)                      | Bobby Attfield                                  | Sean Biggerstaff                      |
| A Nap (2009)                                                             | További szinkronhang                            |                                       |
| Natalee Holloway (2009)                                                  | További szinkronhang                            |                                       |
| Nem kellesz eléggé (2009)                                                | Tyrone                                          | Cory Hardrict                         |
| Nincs Helsing – Rémes film (2009)                                        | További szinkronhang                            |                                       |
| Az ördög három aranyhajszála (2009)                                      | Hans                                            | Béla Baptiste                         |
| Rémes hármas (2009)                                                      | Scott Teller                                    | Brandon Routh                         |
| Rendészet, nyelvészet (2009)                                             | Cristi                                          | Dragos Bucur                          |
| Seholország (2009)                                                       | Kórusigazgató                                   | Luke McEndarfer                       |
| Soul Kitchen (2009)                                                      | Zinos Kazantsakis                               | Adam Bousdoukos                       |
| Szex a neten (2009)                                                      | Wayne Beering                                   | Giovanni Ribisi                       |
| A vérdíj (2009)                                                          | Michael McCrea                                  | Cillian Murphy                        |
| Véres mosoly (2009)                                                      | Tommy                                           | Antonio Cupo                          |
| Véres Valentin (2009)                                                    | Tom Hanniger                                    | Jensen Ackles                         |
| Virtuális valóság (2009)                                                 | További szinkronhang                            |                                       |
| A 19. feleség (2010)                                                     | Jordan                                          | Matt Czuchry                          |
| 22 lövés (2010)                                                          | Bertrand                                        | Jean-Pierre Sanchez                   |
| Adéle és a múmiák rejtélye (2010)                                        | Andrej Zborowski                                | Nicolas Giraud                        |
| Alkonyat – Napfogyatkozás 3. (2010)                                      | Quil Ateara                                     | Tyson Houseman                        |
| Államtrükkök (2010)                                                      | Jack                                            | Michael Kelly                         |
| Apokalipszis – Az ítélet napja (2010)                                    | Andrej Zborowski                                | Rhett Giles                           |
| Armageddon 4. – Meteorvihar (2010)                                       | További szinkronhang                            |                                       |
| Blue Valentine (2010)                                                    | Bobby                                           | Mike Vogel                            |
| Boszorkányfalu (2010)                                                    | Jason                                           | Edward Speleers                       |
| Charlie St. Cloud halála és élete (2010)                                 | További szinkronhang                            |                                       |
| A cinkos (2010)                                                          | Nicholas Baker                                  | Justin Long                           |
| A delfin nyomában (2010)                                                 | További szinkronhang                            |                                       |
| Dögös mamák (2010)                                                       | Nate                                            | Joseph Booton                         |
| Fekete halál (2010)                                                      | Swire                                           | Emun Eliott                           |
| Franklie & Alice (2010)                                                  | Bobby                                           | James Kirk                            |
| Gulliver utazásai (2010)                                                 | Dan                                             | T. J. Miller                          |
| Hétmérföldes szerelem (2010)                                             | Damon                                           | Oliver Jackson-Cohen                  |
| Ilyen a formám (2010)                                                    | Stan                                            | Alex O'Loughlin                       |
| Ki vagy, doki? – Karácsonyi ének (2010)                                  | A Doktor                                        | Matt Smith                            |
| A kilencedik légió (2010)                                                | Leonidas                                        | Dimitri Leonidas                      |
| Kockafejek IV/2. rész: A szókirakó (2010)                                | Barry, az ablaktisztító                         | Brian Limond                          |
| Kóser játszma (2010)                                                     | Ephraim                                         | Q-Tip                                 |
| Kutyák és macskák: A rusnya macska bosszúja (2010)                       | Seamus (hangja)                                 | Katt Williams                         |
| MacGruber (2010)                                                         | Dixon Piper főhadnagy                           | Ryan Phillippe                        |
| Már megint Te?! (2010)                                                   | Will                                            | James Wolk                            |
| A mestertolvaj – A Grimm testvérek meséje alapján (2010)                 | Robert, a mestertolvaj                          | Max von Thun                          |
| A nagy szörfháború (2010)                                                | Brad                                            | David Ckokachi                        |
| NCIS: Los Angeles – I/19. rész (2010)                                    | Marty Deeks                                     | Eric Christian Olsen                  |
| Poirot 64.: Az ellopott gyilkosság (2010)                                | Edmund Drake                                    | Ian Hallard                           |
| Randiztam egy sztárral (2010)                                            | Christopher Wilde                               | Sterling Knight                       |
| RED (2010)                                                               | További szinkronhang                            |                                       |
| Rémálom az Elm utcában (2010)                                            | Dean Russell                                    | Kellan Lutz                           |
| Romantikus lelkek (2010)                                                 | Chip Hayes                                      | Elijah Wood                           |
| Sejtcserés támadás (2010)                                                | További szinkronhang                            |                                       |
| Super (2010)                                                             | Hamilton                                        | Andre Royo                            |
| Szex és New York 2. (2010)                                               | Kevin, Miranda kollégája                        | Neal Bledsoe                          |
| Szívrablók (2010)                                                        | Jonathan Alcott                                 | Andrew Lincoln                        |
| Tamara Drewe (2010)                                                      | Andy Cobb                                       | Luke Evans                            |
| A titánok harca (2010)                                                   | Ozal                                            | Ashraf Barhom                         |
| Trancsírák (2010)                                                        | Chad                                            | Jesse Moss                            |
| Túl jó nő a csajom (2010)                                                | Jack                                            | Mike Vogel                            |
| Az utca királya (2010)                                                   | Cal                                             | Erik Nathan                           |
| Az utolsó utazás (2010)                                                  | James                                           | Benedict Cumberbatch                  |
| Vámpíros film (2010)                                                     | Jacob White                                     | Chris Riggi                           |
| Vasember 2. (2010)                                                       | További szinkronhang                            |                                       |
| Végjáték (2010)                                                          | Bolond                                          | Joe Anderson                          |
| Végső menedék (2010)                                                     | David                                           | Jonathan Rhys Meyers                  |
| Viharsziget (2010)                                                       | Peter Breene                                    | Christopher Denham                    |
| Villámtolvaj – Percy Jackson és az olimposziak (2010)                    | Grover                                          | Brandon T. Jackson                    |
| Zöld zóna (2010)                                                         | Michaels                                        | Adam Wendling                         |
| 2012: Jégkorszak (2011)                                                  | Logan                                           | Kyle Morris                           |
| Álmok otthona (2011)                                                     | Artie                                           | Gregory Smith                         |
| Amerika Kapitány: Az első bosszúálló (2011)                              | Bunkó a moziban                                 | Kieran O'Connor                       |
| Anonymus (2011)                                                          | Oxford grófja fiatalon                          | Jamie Campbell Bower                  |
| Beat the World: Utcai tánc (2011)                                        | További szinkronhang                            |                                       |
| Blitz (2011)                                                             | Stokes                                          | Luke Evans                            |
| A bőr, amelyben élek (2011)                                              | Vicente                                         | Jan Comet                             |
| Bűn és kéjvágy (2011)                                                    | További szinkronhang                            |                                       |
| Csak szexre kellesz (2011)                                               | Eli                                             | Jake M. Johnson                       |
| Családi meló (2011)                                                      | Douglas Carey                                   | Boyd Holbrook                         |
| Csípem a családod (2011)                                                 | További szinkronhang                            |                                       |
| A dolog (2011)                                                           | Sam Carter                                      | Joel Edgerton                         |
| Az élet Prada nélkül (2011)                                              | Bruno                                           | Wilmer Valderrama                     |
| Elhajlási engedély (2011)                                                | Brent                                           | Derek Waters                          |
| Felültetve (2011)                                                        | További szinkronhang                            |                                       |
| Férfiszívek 2. (2011)                                                    | Maurizio Marquez                                | Pasquale Aleardi                      |
| A Föld inváziója – Csata: Los Angeles (2011)                             | Steven Mottola tizedes                          | James Hiroyuki Liao                   |
| Gagyi mami 3. – Mint két tojás (2011)                                    | Trent Pierce/Charmaine                          | Brandon T. Jackson                    |
| A gyermekkor vége (2011)                                                 | Shawn Benett                                    | Cameron Bright                        |
| Halhatatlanok (2011)                                                     | Zeusz                                           | Luke Evans                            |
| Hasadás (2011)                                                           | Bobby                                           | Michael Eklund                        |
| Jimmy kétféle karácsonyi vacsorája (2011)                                | Önmaga                                          | Jimmy Doherty                         |
| Juan, a zombivadász (2011)                                               | Vladi                                           | Andros Perugorria                     |
| Kalandférgek karácsonya (2011)                                           | David Burtka                                    | David Burtka                          |
| Ketrecharc – A leszámolás (2011)                                         | Mike Stokes                                     | Dean Geyer                            |
| Kettős személyiség (2011)                                                | Frye nyomozó                                    | Joshua Close                          |
| Ki vagy, doki? – A Doktor, az Özvegy és a ruhásszekrény (2011)           | A Doktor                                        | Matt Smith                            |
| Koronaékszerek (2011)                                                    | Pettersson-Jonsson                              | Björn Gustafsson                      |
| A lökött tesó (2011)                                                     | Ned                                             | Paul Rudd                             |
| A mestergyilkos (2011)                                                   | Steve McKenna                                   | Ben Foster                            |
| Nem írnek való vidék (2011)                                              | További szinkronhang                            |                                       |
| Nyolcadik oldal (2011)                                                   | Rollo Maverley                                  | Ewen Bremner                          |
| A pap – Háború a vámpírok ellen (2011)                                   | Hicks                                           | Cam Gigandet                          |
| Péntek esti vacsora – I/1. rész: A kanapé (2011)                         | Jonny                                           | Tom Rosenthal                         |
| Péntek esti vacsora – I/2. rész: A szignál (2011)                        | Jonny                                           | Tom Rosenthal                         |
| Pénzcsináló (2011)                                                       | Scott Hatteberg                                 | Chris Pratt                           |
| Prom: A végzős buli (2011)                                               | Jesse Richter                                   | Thomas McDonell                       |
| Rossz tanár (2011)                                                       | Scott Delacorte                                 | Justin Timberlake                     |
| Sherlock Holmes 2. – Árnyjáték (2011)                                    | Sebastian Moran ezredes                         | Paul Anderson                         |
| Számos pasas (2011)                                                      | További szinkronhang                            |                                       |
| Szédületes éjszaka (2011)                                                | Kyle Masterson                                  | Chris Pratt                           |
| Szemenszedett boldogság (2011)                                           | Charlie                                         | Kellan Lutz                           |
| A szerelem három évig tart (2011)                                        | Marc Marronnier                                 | Gaspard Proust                        |
| A szobatárs (2011)                                                       | Stephen                                         | Cam Gigandet                          |
| Tilt (2011)                                                              | Stash                                           | Yavor Baharov                         |
| Transformers 3. (2011)                                                   | Stone                                           | Josh Kelly                            |
| Túszjátszma (film) (2011)                                                | Jonah Collins                                   | Cam Gigandet                          |
| Underground – Mélybe rejtve (2011)                                       | Matt Wilcox                                     | Ross Thomas                           |
| Vigyázat, vérfarkas! (2011)                                              | További szinkronhang                            |                                       |
| Warrior – A végső menet (2011)                                           | Mark Bradford                                   | Jake McLaughlin                       |
| A Skorpiókirály 3. – Harc a megváltásért (2012)                          | További szinkronhang                            |                                       |
| Acélmagnóliák (2012)                                                     | Sammy Desoto                                    | Lance Gross                           |
| Amit még mindig tudni akarsz a szexről (2012)                            | Brad, Kay és Arnold fia                         | Ben Rappaport                         |
| Annika Bengtzon – A bűn nyomában (2012)                                  | Patrik Nilsson                                  | Erik Johansson                        |
| Beépített koszorúslány (2012)                                            | Jake                                            | Justin Baldoni                        |
| A Bourne-hagyaték (2012)                                                 | Hármas                                          | Oscar Isaac                           |
| Csillaghercegnő (2012)                                                   | Ole                                             | Jakob Oftebro                         |
| Depresszió és a haverok (2012)                                           | Marc                                            | Emmanuel Reichenbach                  |
| Egyszer régen, Északon (2012)                                            | Matti Välitalo                                  | Lauri Tilkanen                        |
| Az éjfél gyermekei (2012)                                                | Nadir Khan                                      | Zaib Shaikh                           |
| Éjsötét játszma (2012)                                                   | Stebbi                                          | Thor Kristjansson                     |
| Ellenállók: a Julian Assange sztori (2012)                               | Jonah                                           | Benedict Samuel                       |
| Felhőatlasz (2012)                                                       | Interjúalany                                    | Alistair Petrie                       |
| Gumi Tarzan (2012)                                                       | További szinkronhang                            |                                       |
| Halálfutam: A pokol tüze (2012)                                          | További szinkronhang                            |                                       |
| Halálos menedék (2012)                                                   | Issac                                           | Luke Gross                            |
| A házban (2012)                                                          | További szinkronhang                            |                                       |
| Hétköznapi emberek (2012)                                                | Sam                                             | Chris Pine                            |
| A helyzet reménytelen, de nem súlyos (2012)                              | További szinkronhang                            |                                       |
| Hitchcock és Tippi Hedren (2012)                                         | További szinkronhang                            |                                       |
| Jack Reacher (2012)                                                      | Punk                                            | Denver Milord                         |
| Karácsony Hollyval (2012)                                                | További szinkronhang                            |                                       |
| A kartell (2012)                                                         | Rafael                                          | Rosemberg Salgado                     |
| A képzelet ereje (2012)                                                  | További szinkronhang                            |                                       |
| Kockázatos túra (2012)                                                   | Jeff                                            | Jake Johnson                          |
| Egy különc srác feljegyzései (2012)                                      | Brad                                            | Johnny Simmons                        |
| Kvartett (2012)                                                          | További szinkronhang                            |                                       |
| Leckék szerelemből (2012)                                                | Harold White                                    | Eric Mabius                           |
| Looper – A jövő gyilkosa (2012)                                          | Seth                                            | Paul Dano                             |
| Lopott szavak (2012)                                                     | További szinkronhang                            |                                       |
| Megrázó tehetség (2012)                                                  | További szinkronhang                            |                                       |
| Menyasszonyt karácsonyra (2012)                                          | Aiden                                           | Andrew W. Walker                      |
| Míg a világvége el nem választ (2012)                                    | Owen                                            | Adam Brody                            |
| Mr. Pip (2012)                                                           | További szinkronhang                            |                                       |
| Názáreti Mária (2012)                                                    | További szinkronhang                            |                                       |
| Prometheus (2012)                                                        | Chance                                          | Emun Elliott                          |
| A robot és Frank (2012)                                                  | Jake                                            | Jeremy Strong                         |
| Szerelmem, New York (2012)                                               | Michael                                         | Manu Payet                            |
| Szex, barátság, telefon (2012)                                           | Jesse                                           | Justin Long                           |
| Török kezdőknek (2012)                                                   | Cem Öztürk                                      | Elyas M'Barek                         |
| Totál beépülve (2012)                                                    | További szinkronhang                            |                                       |
| Üss vagy fuss! (2012)                                                    | Yul Perrkins/Charles Bronson                    | Dax Shepard                           |
| Vadállatok (2012)                                                        | Ben                                             | Aaron Taylor-Johnson                  |
| Vérfarkas: A szörny köztünk van (2012)                                   | Stefan                                          | Adam Croasdell                        |
| Wyatt Earp bosszúja (2012)                                               | Conrad Taylor                                   | David O'Donnell                       |
| Amerika embere (2013)                                                    | További szinkronhang                            |                                       |
| Batman: A sötét lovag visszatér 2. (2013)                                | További szinkronhang                            |                                       |
| Belle (2013)                                                             | Oliver Ashford                                  | James Norton                          |
| A diadal: A harc elkezdődött (2013)                                      | Ben                                             |                                       |
| Die Hard – Drágább, mint az életed (2013)                                | Taxisofőr                                       | Pasha D. Lychnikoff                   |
| Égető szerelem 2. (2013)                                                 | Teddy                                           | Nick Thune                            |
| Az év csatája (2013)                                                     | Önmaga                                          | Sway                                  |
| Extrém karácsony (2013)                                                  | Narrátor                                        |                                       |
| Fák jú, tanár úr! (2013)                                                 | Zeki Müller                                     | Elyas M'Barek                         |
| Foglalkozásuk; Amerikai – I/1. rész: Az emberrablás (2013)               | Philip Jennings                                 | Matthew Rhys                          |
| Foglalkozásuk; Amerikai – I/2. rész: Az óra (2013)                       | Philip Jennings                                 | Matthew Rhys                          |
| Foglalkozásuk; Amerikai – I/3. rész: Gregory (2013)                      | Philip Jennings                                 | Matthew Rhys                          |
| A Föld után (2013)                                                       | Hesper navigátor                                | Cris Geere                            |
| A Frankenstein-teória (2013)                                             | Eric                                            | Eric Zukerman                         |
| Halálhegy – A Dyatlov-rejtély (2013)                                     | Jensen Day                                      | Matt Stokoe                           |
| Harcban élve (2013)                                                      | Teedo                                           | Omar Benson Miller                    |
| Hátborzongat-Lak (2013)                                                  | Malcolm Johnson                                 | Marlon Wayans                         |
| Hello, Carter (2013)                                                     | Elliott                                         | Christian Cooke                       |
| A hívás (2013)                                                           | Michael Foster                                  | Michael Eklund                        |
| A hobbit – Smaug pusztasága (2013)                                       | Bard                                            | Luke Evans                            |
| Az indíték (2013)                                                        | Brian Lucas nyomozó                             | Brendan Penny                         |
| Itt a vége (2013)                                                        | Önmaga                                          | Christopher Mintz-Plasse              |
| Java Heat – Tüzes pokol (2013)                                           | Jake Wilde                                      | Kellan Lutz                           |
| Jimi: All Is by My Side (2013)                                           | Jimi Hendrix                                    | André Benjamin                        |
| Kick-Ass 2. (2013)                                                       | További szinkronhang                            |                                       |
| Last Vegas (2013)                                                        | Önmaga/Blackhawk                                | 50 Cent/David Ekott                   |
| Llewyn Davis világa (2013)                                               | Llewyn Davis                                    | Oscar Isaac                           |
| Locke – Nincs visszaút (2013)                                            | Ivan Locke                                      | Tom Hardy                             |
| Mama (2013)                                                              | Fiatal rendőr                                   | Matthew Edison                        |
| Mandela – Hosszú a szabadságig (2013)                                    | További szinkronhang                            |                                       |
| A másik csaj (2013)                                                      | Basel                                           | Jake Johnson                          |
| A megálló (2013)                                                         | Oscar Grant                                     | Michael . Jordan                      |
| Middleton (2013)                                                         | Travis                                          | Stephen Borrello IV                   |
| A Mikulás védelmében (2013)                                              | Sam Bryant seriffhelyettes                      | Cooper Barnes                         |
| A Mikulás-mentőakció (2013)                                              | További szinkronhang                            |                                       |
| Minden jó, ha szex a vége (2013)                                         | Ben Roberts                                     | Chris Marquette                       |
| Ne aggódj, a maffia csak nyáron öl (2013)                                | Arturo                                          | Pif                                   |
| Normandia szálló (2013)                                                  | További szinkronhang                            |                                       |
| Öld meg kedveseid (2013)                                                 | További szinkronhang                            |                                       |
| Az óriásölő (2013)                                                       | Wicke                                           | Ewen Bremner                          |
| Pearl (2013)                                                             | Chris                                           | Tahmoh Penikett                       |
| Percy Jackson: Szörnyek tengere (2013)                                   | Grover                                          | Brandon T. Jackson                    |
| Philomena – Határtalan szeretet (2013)                                   | John                                            | D.J. McGrath                          |
| Poseidon Rex – Szörny a mélyből (2013)                                   | Rod                                             | Steven Helmkamp                       |
| A Ragnarok-rejtély (2013)                                                | Sigurd                                          | Päl Sverre Hagen                      |
| Robin hood végnapjai (2013)                                              | További szinkronhang                            |                                       |
| Szerelem, örökség, portugál (2013)                                       | Charles Caillaux                                | Lamnick Gautry                        |
| Született bűnözők (2013)                                                 | Kenny rendőr                                    | Kevin Porter Young                    |
| A Thai Chi harcosa (2013)                                                | További szinkronhang                            |                                       |
| Táncra születtek (2013)                                                  | További szinkronhang                            |                                       |
| Thor: Sötét világ (2013)                                                 | Ian Boothby                                     | Jonathan Howard                       |
| Tűzgyűrű (2013)                                                          | Chuck Hansen                                    | Robert Kazinsky                       |
| Vámpírtúra (2013)                                                        | Edo Van Breeman                                 | Edo Van Breemen                       |
| Vérmesék (2013)                                                          | Vincenze                                        | Kresh Novakovic                       |
| A Wall Street farkasa (2013)                                             | Csokornyakkendős bróker                         | Thomas Middleditch                    |
| Zombi tábor (2013)                                                       | Crawl                                           | Christian Potenza                     |
| A 7. törpe (2014)                                                        | További szinkronhang                            |                                       |
| Abdult Beginners (2014)                                                  | További szinkronhang                            |                                       |
| Amerikai mesterlövész (2014)                                             | További szinkronhang                            |                                       |
| Annabelle (2014)                                                         | John Gordon                                     | Ward Norton                           |
| Az anomália (2014)                                                       | Harkin Langham                                  | Ian Somerhalder                       |
| Bankrobbantók (2014)                                                     | További szinkronhang                            |                                       |
| Bőrnyakúak 2. – Tűzvonal (2014)                                          | Cooper                                          | Chad Mountain                         |
| Bűnös Louisiana (2014)                                                   | Martin Fitch                                    | Chris Marquette                       |
| Büntetés (2014)                                                          | Reagan Pearce                                   | Ryan Phillippe                        |
| Cat Run 2. (2014)                                                        | Anthony                                         | Scott Mechlowicz                      |
| Csapatjáték (2014)                                                       | További szinkrong                               |                                       |
| Éjjeli féreg (2014)                                                      | Ron De La Cruz, riporter                        | Juan Fernandez                        |
| Escobar: Az elveszett éden (2014)                                        | További szinkronhang                            |                                       |
| Exodus: Istenek és királyok (2014)                                       | Józsua                                          | Aaron Paul                            |
| Fácángyilkosok (2014)                                                    | További szinkronhang                            |                                       |
| A fekete ruhás nő 2. – A halál angyala (2014)                            | Harry Burnstow                                  | Jeremy Irvine                         |
| A félelem játéka (2014)                                                  | Jimmy Logan                                     | Ryan Robbins                          |
| Felnyomva (2014)                                                         | További szinkronhang                            |                                       |
| Francia szvit (2014)                                                     | Gustav                                          | Martin Swabey                         |
| Fulladás (2014)                                                          | Ronnie                                          | Alan Simpson                          |
| Get on Up – A James Brown sztori (2014)                                  | Bobby Byrd                                      | Nelsan Ellis                          |
| Get Santa (2014)                                                         | Tony                                            | Joshua McGuire                        |
| God's Pocket (2014)                                                      | Skully                                          | Patrick Murney                        |
| Gyilkos iroda (2014)                                                     | További szinkronhang                            |                                       |
| Hátborzongat-Lak 2. (2014)                                               | Malcolm JoJohnson                               | Marlon Wayans                         |
| A hobbit: Az öt sereg csatája (2014)                                     | Bard                                            | Luke Evans                            |
| Hosszú út lefelé (2014)                                                  | J.J.                                            | Aaron Paul                            |
| Huligán háború (2014)                                                    | Töltény                                         | Tom Burke                             |
| Egy igazán csodás nap (2014)                                             | Dwayne                                          | Jesse Garcia                          |
| Az ismeretlen Drakula (2014)                                             | Vlad                                            | Luke Evans                            |
| Kamuzsaruk (2014)                                                        | Ryan                                            | Jake Johnson                          |
| Kéjutazás 3. (2014)                                                      | Mickey Cole                                     | Ben Hollingsworth                     |
| Kellemetlen karácsonyi ünnepeket (2014)                                  | Cowboy Dick                                     | Matt Jones                            |
| Kis gézengúzok nagy napja (2014)                                         | További szinkronhang                            |                                       |
| Kővé válva (2014)                                                        | Anna apja                                       | Pepijn Gunneweg                       |
| Life After Beth (2014)                                                   | Kyle Orfman                                     | Matthew Gray Gubler                   |
| A megtisztulás éjszakája: Anarchia (2014)                                | Shane                                           | Zach Gilford                          |
| Millió dolláros kar (2014)                                               | Mark                                            | Brett Zimmerman                       |
| A mindenség elmélete (2014)                                              | Ellis                                           | Michael Marcus                        |
| Need for Speed (2014)                                                    | Tobey Marshall                                  | Aaron Paul                            |
| November Man (2014)                                                      | Mason                                           | Luke Bracey                           |
| Piszkos pénz (2014)                                                      | Fitz                                            | James Frecheville                     |
| Pofázunk és végünk (2014)                                                | További szinkronhang                            |                                       |
| Pörgés (2014)                                                            | Paul                                            | Ashley Taylor Dawson                  |
| Robotzsaru (2014)                                                        | Andre Daniels                                   | K.C. Collins                          |
| Rossz szomszédság (2014)                                                 | Garf                                            | Jerrod Carmichael                     |
| Serena (2014)                                                            | Vaughn                                          | Sam Reid                              |
| Sráckor (2014)                                                           | Ernesto                                         | Roland Ruiz                           |
| A Stonehearst Elmegyógyintézet (2014)                                    | Edward Newgate                                  | Jim Sturgess                          |
| Szerelem a végzetem (2014)                                               | Mario                                           | Luis Augusto Figueroa                 |
| Távol az emberektől (2014)                                               | Francia katona                                  | Antoine Laurent                       |
| Tetves porontyok (2014)                                                  | Dave seriff                                     | Matt Jones                            |
| Tini Nindzsa Teknőcök (2014)                                             | Leonardo                                        | Johnny Knoxville                      |
| Az útvesztő (2014)                                                       | Gally                                           | Will Poulter                          |
| Válás francia módra (2014)                                               | További szinkronhang                            |                                       |
| Véres igazság (2014)                                                     | John Nguyen                                     | Cung Le                               |
| Veronica Mars (2014)                                                     | Leo D'Amato                                     | Max Greenfield                        |
| A vihar magja (2014)                                                     | Donk                                            | Kyle Davis                            |
| Web-terápia – I/9. rész: Bírót tévedés (2014)                            | Abel Jans                                       | Dax Shepard                           |
| Web-terápia – I/10. rész: Hazugságok és alibik (2014)                    | Abel Jans                                       | Dax Shepard                           |
| Web-terápia – I/11. rész: Akiátélt pár botrányt (2014)                   | Abel Jans                                       | Dax Shepard                           |
| A Zöld Sárkányok bosszúja (2014)                                         | További szinkronhang                            |                                       |
| A (sz)ex az oka mindennek (2015)                                         | Sam                                             | Adam Brody                            |
| Agydopping naplók (2015)                                                 | Doug                                            | Raymond T. Williams                   |
| Aladdin legújabb kalandjai (2015)                                        | Khalid                                          | William Lebghil                       |
| Blackhat (2015)                                                          | Alex TrangChrist                                | Andy On                               |
| Creed – Apolló fia (2015)                                                | Adonis Johnson                                  | Michael B. Jordan                     |
| Csábítunk és védünk (2015)                                               | Randy                                           | Robert Kazinsky                       |
| A családi birtok (2015)                                                  | Christopher                                     | Shane Woodward                        |
| A dán lány (2015)                                                        | Niels                                           | Henry Pettigrew                       |
| Dope (2015)                                                              | Fidel X                                         | Kapg                                  |
| Egyenesen Comptonból (2015)                                              | Eazy-E                                          | Jason Mitchell                        |
| Én, Earl és a csaj, aki meg fog halni (2015)                             | Limuzinsofőr                                    | Karriem Sami                          |
| Fák jú, tanár úr! 2. (2015)                                              | Zeki Müller                                     | Elyas M'Barek                         |
| Gyakorlatom Kanadában (2015)                                             | Jimmy                                           | Shayne Brazeau                        |
| Gyilkos páros (2015)                                                     | Von Cartigan                                    | James Ransone                         |
| Holtpont (2015)                                                          | Utah                                            | Luke Bracey                           |
| Igazság – A CBS-botrány (2015)                                           | Mike Smith                                      | Topher Grace                          |
| iZombie – I/1. rész (2015)                                               | Lilywhite őrnagy                                | Robert Buckley                        |
| Jenny esküvője (2015)                                                    | Frankie                                         | Houston Rhines                        |
| Kalandozók klubja (2015)                                                 | Cyprian                                         | Piotr Janusz                          |
| Kész katasztrófa (2015)                                                  | Bryson                                          | Randall Park                          |
| A kolónia (2015)                                                         | További szinkronhang                            |                                       |
| Krízisben – I/1. rész (2015)                                             | Glen Taylor                                     | Eric Ladin                            |
| The Legend of Barney Thomson (2015)                                      | MacPherson                                      | Kevin Guthrie                         |
| Légy jó! (2015)                                                          | Cesare                                          | Luca Marinelli                        |
| Mentőakció (2015)                                                        | Harry Turner                                    | Kellan Lutz                           |
| A Mikulás segédje (2015)                                                 | Fitz                                            | Geoff Gustafson                       |
| Momentum (2015)                                                          | Kevin Fuller                                    | Colin Moss                            |
| Moonwalkers (2015)                                                       | További szinkronhang                            |                                       |
| Parajelenségek: Szellemdimenzió (2015)                                   | Ryan                                            | Chris J. Murray                       |
| Pingvinmentő őrjárat (2015)                                              | Jack Jones                                      | Richard Davies                        |
| Pixel (2015)                                                             | További szinkronhang                            |                                       |
| R. L. Stine's Monsterville (2015)                                        | Vámpír                                          | Jacob Desormeaux                      |
| Rémálomgyár (2015) (sorozat)                                             | Ben                                             | Lenny Jacobson                        |
| Sétáló agyhalottak (2015)                                                | Lincoln seriff                                  | Dave Sheridan                         |
| A Skorpiókirály 4. – Harc a hatalomért (2015)                            | Drazen                                          | Will Kemp                             |
| A stanföldi börtönkísérlet (2015)                                        | Mike Penny                                      | James Wolk                            |
| A szoba (2015)                                                           | Ügyvéd                                          | Randal Edward                         |
| A szüfrazsett (2015)                                                     | További szinkronhang                            |                                       |
| Terminátor: Genisys (2015)                                               | Kyle Reese                                      | Jai Courtney                          |
| Titkok hálójában (2015)                                                  | EJ                                              | John Cho                              |
| Tízezer szent (2015)                                                     | Hippi                                           | Matthew James Ballinger               |
| Törtetők (2015)                                                          | Travis McCredle                                 | Haley Joel Osment                     |
| Újrarabolva (2015)                                                       | Money Maker                                     | Reno Wilson                           |
| Zoo – Állti ösztön – I/1. rész (2015)                                    | Jackson Oz                                      | James Wolk                            |
| Az 5. hullám (2016)                                                      | Evan Walker                                     | Alex Roe                              |
| Afganisztáni víg napjaim (2016)                                          | Coughlin őrvezető                               | Evan Jonigkeit                        |
| Adidas vagy Puma – Két testvér története (2016)                          | Adi Dassler                                     | Ken Duken                             |
| Az alvilág királynője – I/1. rész (2016)                                 | El Guero                                        | Jon-Michael Ecker                     |
| A bátrak háborúja (2016)                                                 | Barna                                           | Matt Lanter                           |
| Bőrnyakúak 3. – Ostrom (2016)                                            | Lopez                                           | Erik Valdez                           |
| Büszkeség és balítélet meg a zombik (2016)                               | George Wickman hadnagy                          | Jack Huston                           |
| Clavius (2016)                                                           | További szinkronhang                            |                                       |
| Csúcsformában 1. rész (2016)                                             | James Carter                                    | Justin Hires                          |
| Éjszakai ragadozók (2016)                                                | Ray Marcus                                      | Aaron Taylor-Johnson                  |
| Életem legrosszabb éve (2016)                                            | Mr. Teller                                      | Adam Pally                            |
| A fekete ötven árnyalata (2016)                                          | Eli                                             | Affion Crockett                       |
| Gyilkos kitérő (2016)                                                    | Johnny Ray                                      | Emory Cohen                           |
| Halálos fegyver – I/1. rész: Furcsa páros (2016)                         | Scorsese                                        | Johnathan Fernandez                   |
| Halálos fegyver – I/2. rész: Hab a tortán (2016)                         | Scorsese                                        | Johnathan Fernandez                   |
| Halálos fegyver – I/3. rész: Legjobb cimbik (2016)                       | Scorsese                                        | Johnathan Fernandez                   |
| Hannah kisüti 4.: A halálos recept (2016)                                | Bill Todd                                       | Toby Levins                           |
| Hap és Leonard (2016) (sorozat)                                          | Katona                                          | Jimi Simpson                          |
| Hogyan legyünk szinglik? (2016)                                          | Ken                                             | Jake Lacy                             |
| Ítélet – I/1. rész (2016)                                                | Sam Spencer                                     |                                       |
| Kivégzési parancs (2016)                                                 | Bukes                                           | Thure Lindhardt                       |
| A kolosszus (2016)                                                       | Tim                                             | Dan Stevens                           |
| A lány a vonaton (2016)                                                  | Scott Hipwell                                   | Luke Evans                            |
| A legkúlabb nap (2016)                                                   | Andi                                            | Matthias Schweighöfer                 |
| London Town (2016)                                                       | Whiteboy                                        | Jack Morris                           |
| Louis Drax kilencedik élete (2016)                                       | Peter Drax / Víziszörny                         | Aaron Paul                            |
| Misconduct (2016)                                                        | További szinkronhang                            |                                       |
| Morgan (2016)                                                            | Skip Vronsky                                    | Boyd Holbrook                         |
| Mythica 4.: A vaskorona legendája (2016)                                 | Thorsten                                        | James Gaisford                        |
| A párbaj (2016)                                                          | George                                          | Benedict Samuel                       |
| RAID – A törvény nemében (2016)                                          | Edouard Dubarry                                 | Patrick Mille                         |
| Rossz szomszédság 2. (2016)                                              | Garf                                            | Jerrod Carmichael                     |
| Snowden (2016)                                                           | Trevor James                                    | Scott Eastwood                        |
| Támadás a Fehér Ház ellen 2. – London ostroma (2016)                     | További szinkronhang                            |                                       |
| Tini Nindzsa Teknőcök 2. – Elő az árnyékból (2016)                       | Leonardo                                        | Pete Ploszek                          |
| Az ükhadsereg (2016)                                                     | Casey Stein                                     | Nicholas Hoult                        |
| The Veil (2016)                                                          | Ed                                              | Lenny Jacobson                        |
| Zsivány Egyes – Egy Star Wars-történet (2016)                            | További szinkronhang                            |                                       |
| Alibi.com (2017)                                                         | Grégory Van Huffel                              | Phillippe Lacheau                     |
| APB – A milliárdos körzet I/1. rész (2017)                               | Scott Murphy                                    | Daniel MacPherson                     |
| Arthur király: A kard legendája (2017)                                   | Feketevértes az utcán                           | Robbie Carpenter                      |
| Bőrpofa (2017)                                                           | Drayton                                         | Dimo Alexiev                          |
| Bukós szakasz (2017)                                                     | Brian Grieves                                   | Ryan Hansen                           |
| Ghosted – Parás páros (2017) (sorozat)                                   | Max Jennifer                                    | Adam Scott                            |
| Három óriásplakát Ebbing határában (2017)                                | Jerome                                          | Darrell Britt-Gibson                  |
| Kong: Koponya-sziget (2017)                                              | Reles                                           | Eugene Cordero                        |
| Megborulva – I/2. rész (2017)                                            | T. J. Miller                                    | T. J. Miller                          |
| Mick kell a gyereknek! (2017) (sorozat)                                  | Jimmy                                           | Scott MacArthur                       |
| A múmia (2017)                                                           | Chris Vail őrmester                             | Jake Johnson                          |
| Romazuri (2017)                                                          | Clément Barzach                                 | Marc Arnaud                           |
| Suburbicon (2017)                                                        | Roger                                           | Oscar Isaac                           |
| Szénné égek idefent – I/1. rész (2017)                                   | Bill Hobbs                                      | Andrew Santino                        |
| A Szépség és a Szörnyeteg (2017)                                         | További szinkronhang                            |                                       |
| Transformers: Az utolsó lovag (2017)                                     | További szinkronhang                            |                                       |
| Vakrandim az élettel (2017)                                              | Max Schröder                                    | Jacob Matschenz                       |
| Sonic, a sündisznó (2020)                                                | Sonic                                           | Ben Schwartz                          |
| Sonic, a sündisznó 2. (2022)                                             | Sonic                                           | Ben Schwartz                          |
| Super Mario Bros.: A film (2023)                                         | Toad                                            | Keegan-Michael Key                    |
| Sonic, a sündisznó 3. (2024)                                             | Sonic                                           | Ben Schwartz                          |

#### Sorozatbeli szinkronszerepei
| Sorozat                                                    | Szereplő                                | Színész               |
| ---------------------------------------------------------- | --------------------------------------- | --------------------- |
| Elfeledett szerelem – Siempre Tuya Acapulco                | Diego Rivas Santander                   | Daniel Elbittar       |
| The Flash – A villám                                       | Barry Allen / Flash                     | Grant Gustin          |
| Agymenők – The Big Bang Theory                             | Dr. Sheldon Cooper                      | Jim Parsons           |
| Odaát – Supernatural                                       | Dean Winchester                         | Jensen Ackles         |
| Trópusi nyomozók – Moon Over Miami                         | Tito                                    | Agustin Rodriguez     |
| „L” – The L Word                                           | Mark Wayland                            | Eric Lively           |
| Dr. Csont – Bones                                          | Zack Addy                               | Eric Millegan         |
| Címlapsztori – Ugly Betty                                  | Marc St. James                          | Michael Urie          |
| Drót – The Wire                                            | D'Angelo Darksale                       | Larry Gilliard Jr.    |
| Robin Hood                                                 | Allan A Dale                            | Joe Amstrong          |
| Boszorkák – Hex                                            | Leon Tyler                              | Jamie Davis           |
| Baywatch Hawaii                                            | Zack McEwan                             | Charlie Brumbly       |
| Sophie-a nem kívánt jegyesség – Sophie-Braut wider Willen  | Leo Fischer                             | Jan Hutter            |
| Három nő, egy nyári este – 3 femme... un soir d'été        | Sébastian Layrac                        | Franck Bruneau        |
| Perzselő szenvedélyek – Der Füst und das Madchen           | Benjamin von Thor                       | Wanja Mues            |
| Tengeri őrjárat – Gente di mare                            | Paolo Zannoni, Mareschiallo di 3 classe | Alessandro Lucent     |
| Halott ügyek – Cold Squad                                  | Det. Ray Chase                          | Tahmoh Penikett       |
| Hank Zipzer                                                | Mr Love                                 | Nick Mohammed         |
| Titkok városa – Point Pleasant                             | Jesse Parker                            | Sam Page              |
| Kötelező ítélet – Conviction                               | Brian Beluso                            | Eric Balfour          |
| 24                                                         | Richard Heller                          | Logan Marshall-Greene |
| Doktor Addison – Private Practice                          | William 'Dell' Parker                   | Chris Lowell          |
| Office – Office                                            | Ryan Howard                             | B. J. Novak           |
| Miért ne Emily? – Emily's Reasons Why Not                  | Josh                                    | Khary Payton          |
| Felhőtlen Philadeiphia – It's Always Sunny in Philadelphia | Dennis Reynolds                         | Glenn Howerton        |
| Autókereskedők – Wheeler Dealers                           | Edd China                               |                       |
| A pletykafészek – Gossip Girl                              | Nate Archibald                          | Chace Crawford        |
| Pasifaló – My Boys                                         | Brendan Dorff                           | Reid Scott            |
| Aranypart – The Strip                                      | Tony Moretti                            | Bob Morley            |
| Power Rangers: Misztikus erő – Power Rangers: Mystic Force | Nick Russell / Red Mystic Ranger        | Firass Dirani         |
| Knight Rider (2008)                                        | Mike Tracuer / Michael Knight           | Justin Bruening       |
| True Blood – Inni és élni hagyni                           | Jason Stackhouse                        | Ryan Kwante           |
| Vámpírnaplók                                               | Damon Salvatore                         | Ian Somerhalder       |
| Benne vagyok a bandában                                    | Ash                                     | Stephen Full          |
| Szerelmek Saint Tropezben – Sous le Soleil                 | további szinkronhang                    |                       |
| Tuti gimi – One Tree Hill                                  | Chris Keller                            | Tyler Hilton          |
| Dolmen – a rejtelmek szigete – Dolmen                      | további szinkronhang                    |                       |
| Szívek szállodája – Gilmore Girls                          | további szinkronhang                    |                       |
| Marichy – A szerelem diadala                               | Fabián Duarte                           | Marco Méndez          |
| Ezel – Bosszú mindhalálig                                  | Mert Ucar                               | Kemal Ucar            |
| Ki vagy, Doki? – Doctor Who (A kiborgok kora/Acélkorszak)  | Jake Simmonds                           | Andrew Hayden-Smith   |
| Ki vagy, Doki? – Doctor Who (5. évad)                      | A Doktor                                | Matt Smith            |
| Dallas (2012)                                              | Jonny Ewing                             | Josh Henderson        |
| NCIS: Los Angeles                                          | Marty Deeks                             | Eric Christian Olsen  |
| A szépség és a szörnyeteg                                  | Vincent Keller                          | Jay Ryan              |
| Táncakadémia                                               | Ethan Karamakov                         | Tim Pocock            |
| Maricruz ,,Corason indomable"(2013)                        | Octavio Narvaez                         | Daniel Arenas         |
| Trónok harca                                               | Rakharo                                 | Elyes Gabel           |
| Kékpróba – Rookie Blue                                     | Steve Peck nyomozó                      | Adam MacDonald        |
| Álmodj velem!                                              | Pablo Herminio Leal Ventura             | Daniel Arenas         |
| Álmodozó                                                   | Can Divit                               | Can Yaman             |
| A Mandalóri                                                | Qin                                     | Ismael Cruz Córdova   |
| Mr. Wrong                                                  | Özgür Atasoy                            | Can Yaman             |
| A szerelem íze                                             | Ferit Aslan                             | Can Yaman             |
| Szerelem és más bajok                                      | Ozan Korfali                            | İlhan Şen             |
| Zafír – Egy rejtett szerelmi történet                      | Ateş Gülsoy                             | İlhan Şen             |
| A császárság kincse                                        | Jeom-Bak yi                             | Yun Yong-Hyeon        |

### Videójáték
- League of legends – Rammus, Udyr
- Resident Evil 4 Remake - Luis Serra Navarro

## Külső hivatkozások
- Szabó Máté a PORT.hu-n (magyarul)
- Szabó Máté az Internetes Szinkronadatbázisban (magyarul)
- Más is volt kamasz